# Premiership Rugby 2018-19
La Liga de Inglaterra de Rugby 15 2018-19, más conocido como Gallagher Premiership 2018-19 (por el nombre de su actual patrocinador). fue la 32.ª edición de la Premiership Inglesa de Rugby. En este campeonato se enfrentaron los doce mejores equipos de Inglaterra.
El equipo que ascendió en esta edición fue Bristol Bears.

## Equipos participantes
| Equipo | Ciudad                        | Estadio               | Capacidad | Entrenador                 | Mapa |
| --- | ----------------------------- | --------------------- | --------- | -------------------------- | --- |
| Bath | Bath, Somerset                | The Recreation Ground | 14 500    | Todd Blackadder            | \| Bath Exeter Gloucester Harlequins FC Leicester Wasps Bristol Newcastle Northampton Sale Saracens Worcester \| |
| Bristol Bears                                                                                              | Brístol                       | Ashton Gate Stadium   | 27 000    | Pat Lam                    | \| Bath Exeter Gloucester Harlequins FC Leicester Wasps Bristol Newcastle Northampton Sale Saracens Worcester \| |
| Exeter Chiefs                                                                                              | Exeter, Devon                 | Sandy Park            | 12 500    | Rob Baxter                 | \| Bath Exeter Gloucester Harlequins FC Leicester Wasps Bristol Newcastle Northampton Sale Saracens Worcester \| |
| Gloucester                                                                                                 | Gloucester, Gloucestershire   | Kingsholm Stadium     | 16 500    | David Humphreys            | \| Bath Exeter Gloucester Harlequins FC Leicester Wasps Bristol Newcastle Northampton Sale Saracens Worcester \| |
| Harlequins                                                                                                 | Twickenham, Greater London    | Twickenham Stoop      | 14 816    | Paul Gustard Billy Millard | \| Bath Exeter Gloucester Harlequins FC Leicester Wasps Bristol Newcastle Northampton Sale Saracens Worcester \| |
| Leicester Tigers                                                                                           | Leicester, Leicestershire     | Welford Road          | 25 800    | Geordan Murphy             | \| Bath Exeter Gloucester Harlequins FC Leicester Wasps Bristol Newcastle Northampton Sale Saracens Worcester \| |
| Newcastle Falcons                                                                                          | Newcastle, Tyne and Wear      | Kingston Park         | 10 200    | Dean Richards              | \| Bath Exeter Gloucester Harlequins FC Leicester Wasps Bristol Newcastle Northampton Sale Saracens Worcester \| |
| Northampton Saints                                                                                         | Northampton, Northamptonshire | Franklin's Gardens    | 15 500    | Chris Boyd                 | \| Bath Exeter Gloucester Harlequins FC Leicester Wasps Bristol Newcastle Northampton Sale Saracens Worcester \| |
| Sale Sharks                                                                                                | Salford, Gran Mánchester      | AJ Bell Stadium       | 12 000    | Steve Diamond              | \| Bath Exeter Gloucester Harlequins FC Leicester Wasps Bristol Newcastle Northampton Sale Saracens Worcester \| |
| Saracens                                                                                                   | Barnet, Greater London        | Allianz Park          | 10 000    | Mark McCall                | \| Bath Exeter Gloucester Harlequins FC Leicester Wasps Bristol Newcastle Northampton Sale Saracens Worcester \| |
| Wasps | Coventry, West Midlands       | Ricoh Arena           | 24 161    | Dai Young                  | \| Bath Exeter Gloucester Harlequins FC Leicester Wasps Bristol Newcastle Northampton Sale Saracens Worcester \| |
| Worcester Warriors                                                                                         | Worcester, Worcestershire     | Sixways Stadium       | 12 024    | Alan Solomons              | \| Bath Exeter Gloucester Harlequins FC Leicester Wasps Bristol Newcastle Northampton Sale Saracens Worcester \| |
| Bath Exeter Gloucester Harlequins FC Leicester Wasps Bristol Newcastle Northampton Sale Saracens Worcester |                               |                       |           |                            | |

## Clasificación
Actualizado a últimos partidos disputados el 18 de mayo de 2019 (22.ª Jornada).
|  |     | Equipos            |               | PJ | PG | PE | PP | PF  | PC  | Dif  | PBO | PBD | Puntos |
|  | --- | ------------------ | ------------- | -- | -- | -- | -- | --- | --- | ---- | --- | --- | ------ |
|  | 1.  | Exeter Chiefs      | Sin cambios   | 22 | 17 | 0  | 5  | 630 | 438 | 192  | 14  | 4   | 86     |
|  | 2.  | Saracens (T)       | Sin cambios   | 22 | 16 | 0  | 6  | 644 | 440 | 204  | 10  | 4   | 78     |
|  | 3.  | Gloucester         | Sin cambios   | 22 | 13 | 1  | 8  | 587 | 515 | 72   | 10  | 4   | 68     |
|  | 4.  | Northampton Saints | Crecimiento   | 22 | 11 | 0  | 11 | 590 | 521 | 69   | 8   | 4   | 56     |
|  | 5.  | Harlequins         | Sin cambios   | 22 | 10 | 0  | 12 | 544 | 528 | 16   | 7   | 9   | 56     |
|  | 6.  | Bath               | Decrecimiento | 22 | 10 | 2  | 10 | 481 | 480 | 1    | 6   | 6   | 56     |
|  | 7.  | Sale Sharks        | Decrecimiento | 22 | 11 | 2  | 9  | 462 | 504 | -42  | 3   | 4   | 55     |
|  | 8.  | Wasps              | Crecimiento   | 22 | 10 | 0  | 12 | 483 | 552 | -69  | 7   | 4   | 51     |
|  | 9.  | Bristol Bears (A)  | Sin cambios   | 22 | 9  | 1  | 12 | 503 | 580 | -77  | 6   | 7   | 51     |
|  | 10. | Worcester Warriors | Sin cambios   | 22 | 9  | 0  | 13 | 491 | 557 | -66  | 6   | 4   | 46     |
|  | 11. | Leicester Tigers   | Sin cambios   | 22 | 7  | 0  | 15 | 478 | 632 | -154 | 5   | 8   | 41     |
|  | 12. | Newcastle Falcons  | Sin cambios   | 22 | 6  | 0  | 16 | 395 | 541 | -146 | 1   | 6   | 31     |

Pts = Puntos totales; PJ = Partidos Jugados; G = Partidos Ganados; E = Partidos Empatados; P = Partidos Perdidos; PF = Puntos a favor; PC = Puntos en contra; Dif = Diferencia de puntos; PBO = Bonus ofensivos; PBD = Bonus defensivos
|  | Campeón 2018/19.                                                                                |
|  | Clasificados para semifinales y promovidos para la Copa de Europa 2019/20.                      |
|  | Clasificados para la Copa de Europa 2019/20.                                                    |
|  | Clasificado para la Fase de Clasificación de la Copa de Europa 2019/20.                         |
|  | Descenso a RFU Championship. Los descensos están sometidos a un Criterio de Estándares Mínimos. |
|  | (T) Campeón 2017/18.                                                                            |
|  | (A) Ascenso de RFU Championship para esta temporada.                                            |

## Resultados

### Primera fase
| 1.ª jornada | 1.ª jornada         | 1.ª jornada               | 1.ª jornada |
| Fecha       | Estadio             | Partido                   | Resultado   |
| ----------- | ------------------- | ------------------------- | ----------- |
| 31-8-2018   | Ashton Gate Stadium | Bristol Bears - Bath      | 17-10       |
| 1-9-2018    | Kingsholm Stadium   | Gloucester - Northampton  | 27-16       |
| 1-9-2018    | Twickenham Stoop    | Harlequins - Sale Sharks  | 51-23       |
| 1-9-2018    | Sixways Stadium     | Worcester - Wasps         | 20-21       |
| 1-9-2018    | Sandy Park          | Exeter Chiefs - Leicester | 40-6        |
| 2-9-2018    | Kingston Park       | Newcastle - Saracens      | 21-32       |

| 3.ª jornada | 3.ª jornada        | 3.ª jornada                 | 3.ª jornada |
| Fecha       | Estadio            | Partido                     | Resultado   |
| ----------- | ------------------ | --------------------------- | ----------- |
| 14-9-2018   | Kingsholm Stadium  | Gloucester - Bristol Bears  | 35-13       |
| 15-9-2018   | Sandy Park         | Exeter Chiefs - Sale Sharks | 35-18       |
| 15-9-2018   | Twickenham Stoop   | Harlequins - Bath           | 32-37       |
| 15-9-2018   | Franklin's Gardens | Northampton - Saracens      | 27-38       |
| 15-9-2018   | Sixways Stadium    | Worcester - Newcastle       | 20-23       |
| 16-9-2018   | Ricoh Arena        | Wasps - Leicester           | 41-35       |

| 5.ª jornada | 5.ª jornada         | 5.ª jornada                 | 5.ª jornada |
| Fecha       | Estadio             | Partido                     | Resultado   |
| ----------- | ------------------- | --------------------------- | ----------- |
| 28-9-2018   | Kingston Park       | Newcastle - Wasps           | 22-23       |
| 29-9-2018   | Ashton Gate Stadium | Bristol Bears - Northampton | 40-45       |
| 29-9-2018   | Sandy Park          | Exeter Chiefs - Worcester   | 28-11       |
| 29-9-2018   | Kingsholm Stadium   | Gloucester - Harlequins     | 25-27       |
| 29-9-2018   | Allianz Park        | Saracens - Bath             | 50-27       |
| 30-9-2018   | Welford Road        | Leicester - Sale Sharks     | 19-15       |

| 7.ª jornada | 7.ª jornada           | 7.ª jornada                   | 7.ª jornada |
| Fecha       | Estadio               | Partido                       | Resultado   |
| ----------- | --------------------- | ----------------------------- | ----------- |
| 16-11-2018  | Kingsholm Stadium     | Gloucester - Leicester        | 36-13       |
| 16-11-2018  | Twickenham Stoop      | Harlequins - Newcastle        | 20-7        |
| 17-11-2018  | The Recreation Ground | Bath - Worcester              | 28-13       |
| 17-11-2018  | Franklin's Gardens    | Northampton - Wasps           | 36-17       |
| 17-11-2018  | Allianz Park          | Saracens - Sale Sharks        | 31-25       |
| 18-11-2018  | Ashton Gate Stadium   | Bristol Bears - Exeter Chiefs | 29-31       |

| 9.ª jornada | 9.ª jornada           | 9.ª jornada                | 9.ª jornada |
| Fecha       | Estadio               | Partido                    | Resultado   |
| ----------- | --------------------- | -------------------------- | ----------- |
| 30-11-2018  | Twickenham Stoop      | Harlequins - Exeter Chiefs | 28-26       |
| 1-12-2018   | Ashton Gate Stadium   | Bristol Bears - Leicester  | 41-10       |
| 1-12-2018   | Kingsholm Stadium     | Gloucester - Worcester     | 36-16       |
| 1-12-2018   | Franklin's Gardens    | Northampton - Newcastle    | 14-16       |
| 1-12-2018   | Allianz Park          | Saracens - Wasps           | 29-6        |
| 2-12-2018   | The Recreation Ground | Bath - Sale Sharks         | 7-7         |

| 11.ª jornada | 11.ª jornada          | 11.ª jornada                | 11.ª jornada |
| Fecha        | Estadio               | Partido                     | Resultado    |
| ------------ | --------------------- | --------------------------- | ------------ |
| 28-12-2018   | Franklin's Gardens    | Northampton - Exeter Chiefs | 31-28        |
| 29-12-2018   | The Recreation Ground | Bath - Leicester            | 23-16        |
| 29-12-2018   | Kingsholm Stadium     | Gloucester - Sale Sharks    | 15-30        |
| 29-12-2018   | Allianz Park          | Saracens - Worcester        | 25-17        |
| 30-12-2018   | Twickenham Stoop      | Harlequins - Wasps          | 20-13        |
| 30-12-2018   | Ashton Gate Stadium   | Bristol Bears - Newcastle   | 35-28        |

| 13.ª jornada | 13.ª jornada          | 13.ª jornada               | 13.ª jornada |
| Fecha        | Estadio               | Partido                    | Resultado    |
| ------------ | --------------------- | -------------------------- | ------------ |
| 15-2-2019    | Ashton Gate Stadium   | Bristol Bears - Wasps      | 22-29        |
| 15-2-2019    | Kingsholm Stadium     | Gloucester - Exeter Chiefs | 24-17        |
| 16-2-2019    | The Recreation Ground | Bath - Newcastle           | 30-13        |
| 16-2-2019    | Twickenham Stoop      | Harlequins - Worcester     | 47-33        |
| 16-2-2019    | Franklin's Gardens    | Northampton - Sale Sharks  | 67-17        |
| 16-2-2019    | Allianz Park          | Saracens - Leicester       | 33-10        |

| 15.ª jornada | 15.ª jornada          | 15.ª jornada                | 15.ª jornada |
| Fecha        | Estadio               | Partido                     | Resultado    |
| ------------ | --------------------- | --------------------------- | ------------ |
| 1-3-2019     | Ashton Gate Stadium   | Bristol Bears - Gloucester  | 28-24        |
| 2-3-2019     | The Recreation Ground | Bath - Harlequins           | 29-31        |
| 2-3-2019     | Welford Road          | Leicester - Wasps           | 19-14        |
| 2-3-2019     | AJ Bell Stadium       | Sale Sharks - Exeter Chiefs | 14-20        |
| 2-3-2019     | Allianz Park          | Saracens - Northampton      | 36-17        |
| 3-3-2019     | Kingston Park         | Newcastle - Worcester       | 17-6         |

| 17.ª jornada | 17.ª jornada        | 17.ª jornada              | 17.ª jornada |
| Fecha        | Estadio             | Partido                   | Resultado    |
| ------------ | ------------------- | ------------------------- | ------------ |
| 22-3-2019    | Welford Road        | Leicester - Northampton   | 15-29        |
| 23-3-2019    | Ashton Gate Stadium | Bristol Bears - Worcester | 25-27        |
| 23-3-2019    | Kingsholm Stadium   | Gloucester - Wasps        | 27-14        |
| 23-3-2019    | Allianz Park        | Saracens - Harlequins     | 27-20        |
| 23-3-2019    | Kingston Park       | Newcastle - Sale Sharks   | 22-17        |
| 24-3-2019    | Sandy Park          | Exeter Chiefs - Bath      | 29-10        |

| 19.ª jornada | 19.ª jornada        | 19.ª jornada             | 19.ª jornada |
| Fecha        | Estadio             | Partido                  | Resultado    |
| ------------ | ------------------- | ------------------------ | ------------ |
| 12-4-2019    | Kingston Park       | Newcastle - Leicester    | 22-27        |
| 13-4-2019    | Twickenham Stoop    | Harlequins - Northampton | 19-20        |
| 13-4-2019    | Ashton Gate Stadium | Bristol Bears - Saracens | 23-21        |
| 13-4-2019    | Sixways Stadium     | Worcester - Sale Sharks  | 39-17        |
| 13-4-2019    | Kingsholm Stadium   | Gloucester - Bath        | 27-23        |
| 14-4-2019    | Sandy Park          | Exeter Chiefs - Wasps    | 19-26        |

| 21.ª jornada | 21.ª jornada          | 21.ª jornada                | 21.ª jornada |
| Fecha        | Estadio               | Partido                     | Resultado    |
| ------------ | --------------------- | --------------------------- | ------------ |
| 3-5-2019     | Ashton Gate Stadium   | Bristol Bears - Sale Sharks | 20-20        |
| 3-5-2019     | Twickenham Stoop      | Harlequins - Leicester      | 23-19        |
| 4-5-2019     | Kingsholm Stadium     | Gloucester - Newcastle      | 28-19        |
| 4-5-2019     | Franklin's Gardens    | Northampton - Worcester     | 38-10        |
| 4-5-2019     | Allianz Park          | Saracens - Exeter Chiefs    | 38-7         |
| 5-5-2019     | The Recreation Ground | Bath - Wasps                | 29-17        |

| 2.ª jornada | 2.ª jornada           | 2.ª jornada              | 2.ª jornada |
| Fecha       | Estadio               | Partido                  | Resultado   |
| ----------- | --------------------- | ------------------------ | ----------- |
| 7-9-2018    | Franklin's Gardens    | Northampton - Harlequins | 25-18       |
| 8-9-2018    | Ricoh Arena           | Wasps - Exeter Chiefs    | 31-42       |
| 8-9-2018    | Welford Road          | Leicester - Newcastle    | 49-33       |
| 8-9-2018    | Allianz Park          | Saracens - Bristol Bears | 44-23       |
| 8-9-2018    | The Recreation Ground | Bath - Gloucester        | 31-31       |
| 9-9-2018    | AJ Bell Stadium       | Sale Sharks - Worcester  | 21-15       |

| 4.ª jornada | 4.ª jornada           | 4.ª jornada                | 4.ª jornada |
| Fecha       | Estadio               | Partido                    | Resultado   |
| ----------- | --------------------- | -------------------------- | ----------- |
| 21-9-2018   | Kingston Park         | Newcastle - Exeter Chiefs  | 17-24       |
| 22-9-2018   | The Recreation Ground | Bath - Northampton         | 17-15       |
| 22-9-2018   | Ashton Gate Stadium   | Bristol Bears - Harlequins | 20-13       |
| 22-9-2018   | AJ Bell Stadium       | Sale Sharks - Wasps        | 13-31       |
| 23-9-2018   | Welford Road          | Leicester - Worcester      | 37-44       |
| 23-9-2018   | Allianz Park          | Saracens - Gloucester      | 38-15       |

| 6.ª jornada | 6.ª jornada           | 6.ª jornada               | 6.ª jornada |
| Fecha       | Estadio               | Partido                   | Resultado   |
| ----------- | --------------------- | ------------------------- | ----------- |
| 5-10-2018   | The Recreation Ground | Bath - Exeter Chiefs      | 24-39       |
| 6-10-2018   | Franklin's Gardens    | Northampton - Leicester   | 15-23       |
| 6-10-2018   | AJ Bell Stadium       | Sale Sharks - Newcastle   | 20-7        |
| 6-10-2018   | Ricoh Arena           | Wasps - Gloucester        | 21-35       |
| 6-10-2018   | Twickenham Stoop      | Harlequins - Saracens     | 20-25       |
| 7-10-2018   | Sixways Stadium       | Worcester - Bristol Bears | 52-7        |

| 8.ª jornada | 8.ª jornada     | 8.ª jornada                | 8.ª jornada |
| Fecha       | Estadio         | Partido                    | Resultado   |
| ----------- | --------------- | -------------------------- | ----------- |
| 23-11-2018  | Kingston Park   | Newcastle - Bath           | 16-8        |
| 23-11-2018  | Sixways Stadium | Worcester - Harlequins     | 20-13       |
| 24-11-2018  | Sandy Park      | Exeter Chiefs - Gloucester | 23-6        |
| 24-11-2018  | AJ Bell Stadium | Sale Sharks - Northampton  | 18-13       |
| 24-11-2018  | Ricoh Arena     | Wasps - Bristol Bears      | 32-28       |
| 25-11-2018  | Welford Road    | Leicester - Saracens       | 22-27       |

| 10.ª jornada | 10.ª jornada    | 10.ª jornada                | 10.ª jornada |
| Fecha        | Estadio         | Partido                     | Resultado    |
| ------------ | --------------- | --------------------------- | ------------ |
| 21-12-2018   | Sixways Stadium | Worcester - Northampton     | 6-32         |
| 22-12-2018   | Sandy Park      | Exeter Chiefs - Saracens    | 31-13        |
| 22-12-2018   | Welford Road    | Leicester - Harlequins      | 35-24        |
| 22-12-2018   | AJ Bell Stadium | Sale Sharks - Bristol Bears | 27-10        |
| 23-12-2018   | Kingston Park   | Newcastle - Gloucester      | 17-20        |
| 23-12-2018   | Ricoh Arena     | Wasps - Bath                | 14-24        |

| 12.ª jornada | 12.ª jornada    | 12.ª jornada                  | 12.ª jornada |
| Fecha        | Estadio         | Partido                       | Resultado    |
| ------------ | --------------- | ----------------------------- | ------------ |
| 4-1-2019     | AJ Bell Stadium | Sale Sharks - Saracens        | 24-18        |
| 5-1-2019     | Kingston Park   | Newcastle - Harlequins        | 17-38        |
| 5-1-2019     | Sixways Stadium | Worcester - Bath              | 21-19        |
| 5-1-2019     | Sandy Park      | Exeter Chiefs - Bristol Bears | 14-9         |
| 5-1-2019     | Welford Road    | Leicester - Gloucester        | 34-16        |
| 6-1-2019     | Ricoh Arena     | Wasps - Northampton           | 27-16        |

| 14.ª jornada | 14.ª jornada       | 14.ª jornada               | 14.ª jornada |
| Fecha        | Estadio            | Partido                    | Resultado    |
| ------------ | ------------------ | -------------------------- | ------------ |
| 22-2-2019    | Kingsholm Stadium  | Gloucester - Saracens      | 30-24        |
| 23-2-2019    | Sandy Park         | Exeter Chiefs - Newcastle  | 35-17        |
| 23-2-2019    | Twickenham Stoop   | Harlequins - Bristol Bears | 36-26        |
| 23-2-2019    | Franklin's Gardens | Northampton - Bath         | 27-26        |
| 23-2-2019    | Ricoh Arena        | Wasps - Sale Sharks        | 18-24        |
| 24-2-2019    | Sixways Stadium    | Worcester - Leicester      | 17-13        |

| 16.ª jornada | 16.ª jornada          | 16.ª jornada                | 16.ª jornada |
| Fecha        | Estadio               | Partido                     | Resultado    |
| ------------ | --------------------- | --------------------------- | ------------ |
| 8-3-2019     | The Recreation Ground | Bath - Saracens             | 18-9         |
| 8-3-2019     | AJ Bell Stadium       | Sale Sharks - Leicester     | 32-5         |
| 9-3-2019     | Franklin's Gardens    | Northampton - Bristol Bears | 24-26        |
| 9-3-2019     | Ricoh Arena           | Wasps - Newcastle           | 19-20        |
| 9-3-2019     | Sixways Stadium       | Worcester - Exeter Chiefs   | 30-33        |
| 10-3-2019    | Twickenham Stoop      | Harlequins - Gloucester     | 7-29         |

| 18.ª jornada | 18.ª jornada          | 18.ª jornada              | 18.ª jornada |
| Fecha        | Estadio               | Partido                   | Resultado    |
| ------------ | --------------------- | ------------------------- | ------------ |
| 5-4-2019     | AJ Bell Stadium       | Sale Sharks - Harlequins  | 28-17        |
| 6-4-2019     | Allianz Park          | Saracens - Newcastle      | 26-12        |
| 6-4-2019     | Welford Road          | Leicester - Exeter Chiefs | 20-52        |
| 6-4-2019     | The Recreation Ground | Bath - Bristol Bears      | 26-19        |
| 6-4-2019     | Ricoh Arena           | Wasps - Worcester         | 28-16        |
| 7-4-2019     | Franklin's Gardens    | Northampton - Gloucester  | 31-40        |

| 20.ª jornada | 20.ª jornada    | 20.ª jornada               | 20.ª jornada |
| Fecha        | Estadio         | Partido                    | Resultado    |
| ------------ | --------------- | -------------------------- | ------------ |
| 26-4-2019    | Kingston Park   | Newcastle - Northampton    | 17-31        |
| 26-4-2019    | AJ Bell Stadium | Sale Sharks - Bath         | 6-3          |
| 27-4-2019    | Sandy Park      | Exeter Chiefs - Harlequins | 17-15        |
| 27-4-2019    | Welford Road    | Leicester - Bristol Bears  | 20-23        |
| 27-4-2019    | Ricoh Arena     | Wasps - Saracens           | 14-31        |
| 28-4-2019    | Sixways Stadium | Worcester - Gloucester     | 27-20        |

| 22.ª jornada | 22.ª jornada    | 22.ª jornada                | 22.ª jornada |
| Fecha        | Estadio         | Partido                     | Resultado    |
| ------------ | --------------- | --------------------------- | ------------ |
| 18-5-2019    | Sandy Park      | Exeter Chiefs - Northampton | 40-21        |
| 18-5-2019    | Welford Road    | Leicester - Bath            | 31-32        |
| 18-5-2019    | Kingston Park   | Newcastle - Bristol Bears   | 12-19        |
| 18-5-2019    | AJ Bell Stadium | Sale Sharks - Gloucester    | 46-41        |
| 18-5-2019    | Ricoh Arena     | Wasps - Harlequins          | 27-25        |
| 18-5-2019    | Sixways Stadium | Worcester - Saracens        | 31-29        |

## Resultados en detalle

### Cuadro de resultados
| Clubes             | BAT   | BRI   | CHI   | GLO   | HAR   | TIG   | FAL   | SAI   | SHA   | SAR   | WAS   | WAR   |
| ------------------ | ----- | ----- | ----- | ----- | ----- | ----- | ----- | ----- | ----- | ----- | ----- | ----- |
| Bath               |       | 26-19 | 24-39 | 31-31 | 29-31 | 23-16 | 30-13 | 17-15 | 7-7   | 18-9  | 29-17 | 28-13 |
| Bristol Bears      | 17-10 |       | 29-31 | 28-24 | 20-13 | 41-10 | 35-28 | 40-45 | 20-20 | 23-21 | 22-29 | 25-27 |
| Exeter Chiefs      | 29-10 | 14-9  |       | 23-6  | 17-15 | 40-6  | 35-17 | 40-21 | 35-18 | 31-13 | 19-26 | 28-11 |
| Gloucester         | 27-23 | 35-13 | 24-17 |       | 25-27 | 36-13 | 28-19 | 27-16 | 15-30 | 30-24 | 27-14 | 36-16 |
| Harlequins         | 32-37 | 36-26 | 28-26 | 7-29  |       | 23-19 | 20-7  | 19-20 | 51-23 | 20-25 | 20-13 | 47-33 |
| Leicester Tigers   | 31-32 | 20-23 | 20-52 | 34-16 | 35-24 |       | 49-33 | 15-29 | 19-15 | 22-27 | 19-14 | 37-44 |
| Newcastle Falcons  | 16-8  | 12-19 | 17-24 | 17-20 | 17-38 | 22-27 |       | 17-31 | 22-17 | 21-32 | 22-23 | 17-6  |
| Northampton Saints | 27-26 | 24-26 | 31-28 | 31-40 | 25-18 | 15-23 | 14-16 |       | 67-17 | 27-38 | 36-17 | 38-10 |
| Sale Sharks        | 6-3   | 27-10 | 14-20 | 46-41 | 28-17 | 32-5  | 20-7  | 18-13 |       | 24-18 | 13-31 | 21-15 |
| Saracens           | 50-27 | 44-23 | 38-7  | 38-15 | 27-20 | 33-10 | 26-12 | 36-17 | 31-25 |       | 29-6  | 25-17 |
| Wasps              | 14-24 | 32-28 | 31-42 | 21-35 | 27-25 | 41-35 | 19-20 | 27-16 | 18-24 | 14-31 |       | 28-16 |
| Worcester Warriors | 21-19 | 52-7  | 30-33 | 27-20 | 20-13 | 17-13 | 20-23 | 6-32  | 39-17 | 31-29 | 20-21 |       |

|  | Victoria local |  | Empate |  | Derrota local |

### Evolución de la clasificación
| Club               | 1  | 2  | 3  | 4  | 5  | 6  | 7  | 8  | 9  | 10 | 11 | 12 | 13 | 14 | 15 | 16 | 17 | 18 | 19 | 20 | 21 | 22 |
| ------------------ | -- | -- | -- | -- | -- | -- | -- | -- | -- | -- | -- | -- | -- | -- | -- | -- | -- | -- | -- | -- | -- | -- |
| Bath               | 8  | 10 | 4  | 4  | 6  | 8  | 6  | 8  | 6  | 6  | 5  | 8  | 6  | 7  | 7  | 6  | 7  | 6  | 7  | 8  | 6  | 6  |
| Bristol Bears      | 5  | 8  | 10 | 8  | 9  | 10 | 10 | 11 | 7  | 10 | 10 | 10 | 10 | 11 | 10 | 9  | 9  | 9  | 9  | 9  | 9  | 9  |
| Exeter Chiefs      | 1  | 1  | 1  | 2  | 2  | 1  | 1  | 1  | 2  | 1  | 1  | 1  | 2  | 1  | 1  | 1  | 1  | 1  | 1  | 1  | 1  | 1  |
| Gloucester         | 4  | 3  | 3  | 5  | 5  | 4  | 3  | 4  | 3  | 3  | 3  | 4  | 4  | 4  | 4  | 4  | 3  | 3  | 3  | 3  | 3  | 3  |
| Harlequins         | 2  | 4  | 6  | 6  | 4  | 6  | 5  | 5  | 5  | 5  | 4  | 3  | 3  | 3  | 3  | 3  | 4  | 4  | 4  | 5  | 5  | 5  |
| Leicester Tigers   | 12 | 6  | 7  | 7  | 7  | 5  | 7  | 6  | 8  | 7  | 9  | 7  | 9  | 9  | 9  | 10 | 10 | 10 | 10 | 11 | 11 | 11 |
| Newcastle Falcons  | 9  | 12 | 8  | 10 | 11 | 12 | 12 | 12 | 12 | 12 | 12 | 12 | 12 | 12 | 12 | 12 | 12 | 12 | 12 | 12 | 12 | 12 |
| Northampton Saints | 10 | 7  | 9  | 11 | 8  | 9  | 8  | 9  | 10 | 8  | 6  | 9  | 7  | 5  | 6  | 7  | 5  | 7  | 6  | 4  | 4  | 4  |
| Sale Sharks        | 11 | 9  | 11 | 12 | 12 | 11 | 11 | 10 | 11 | 9  | 7  | 5  | 8  | 8  | 8  | 5  | 6  | 5  | 8  | 6  | 7  | 7  |
| Saracens           | 3  | 2  | 2  | 1  | 1  | 2  | 2  | 2  | 1  | 2  | 2  | 2  | 1  | 2  | 2  | 2  | 2  | 2  | 2  | 2  | 2  | 2  |
| Wasps              | 6  | 5  | 5  | 3  | 3  | 3  | 4  | 3  | 4  | 4  | 8  | 6  | 5  | 6  | 5  | 8  | 8  | 8  | 5  | 7  | 8  | 8  |
| Worcester Warriors | 7  | 11 | 12 | 9  | 10 | 7  | 9  | 7  | 9  | 11 | 11 | 11 | 11 | 10 | 11 | 11 | 11 | 11 | 11 | 10 | 10 | 10 |

## Fase eliminatoria
|  | Semifinales | Semifinales        | Semifinales |          |    | Final         | Final | Final |  |
|  |             |                    |             |          |    |               |       |       |  |
|  |             |                    |             |          |    |               |       |       |  |
|  | 1           | Saracens           | 44          |          |    |               |       |       |  |
|  | 1           | Saracens           | 44          |          |    |               |       |       |  |
|  | 4           | Gloucester Rugby   | 19          |          |    |               |       |       |  |
|  | 4           | Gloucester Rugby   | 19          |          | 1  | Exeter Chiefs | 34    |       |  |
|  |             |                    |             |          | 1  | Exeter Chiefs | 34    |       |  |
|  |             |                    | 2           | Saracens | 37 |               |       |       |  |
|  | 2           | Exeter Chiefs      | 2           | Saracens | 37 | 42            |       |       |  |
|  | 2           | Exeter Chiefs      |             |          |    | 42            |       |       |  |
|  | 3           | Northampton Saints | 12          |          |    |               |       |       |  |
|  | 3           | Northampton Saints | 12          |          |    |               |       |       |  |
|  |             |                    |             |          |    |               |       |       |  |

| Bandera de Inglaterra |
| Campeón Saracens      |
| Quinto título         |